# Patrick Collison
Patrick Collison (nascido em 9 de setembro de 1988) é um empresário bilionário irlandês. Ele é o cofundador e CEO da Stripe, que fundou com seu irmão mais novo, John, em 2010. Em 2020, ele fundou o Fast Grants com o economista Tyler Cowen para acelerar a ciência relacionada ao COVID-19.

## Juventude
Patrick Collison, nascido em 1988, é filho da microbiologista Lily Collison e do engenheiro eletrônico Denis Collison e ele e seus irmãos foram criados na pequena vila de Dromineer, no condado de Tipperary.   O mais velho de três meninos, fez seu primeiro curso de informática aos oito anos, na Universidade de Limerick, e começou a aprender programação de computadores aos dez. 

## Carreira
Collison entrou na 40ª Exposição de Jovens Cientistas e Tecnologia com seu projeto de inteligência artificial (apelidado de 'Isaac' em homenagem a Isaac Newton, que Patrick admirava), terminando como vice-campeão individual.  Ele voltou no ano seguinte e conquistou o primeiro lugar aos dezesseis anos em 14 de janeiro de 2005.   Seu projeto envolveu a criação do Croma, uma linguagem de programação do tipo LISP.  

### Listra
Em 2010, Patrick cofundou a Stripe, que em 2011 recebeu investimentos de US$2 milhões, incluindo dos cofundadores do PayPal, Elon Musk e Peter Thiel, e das empresas de capital de risco Sequoia Capital, Andreessen Horowitz e SV Angel.  
Em novembro de 2016, os irmãos Collison se tornaram os bilionários mais jovens do mundo, valendo pelo menos US$1,1 bilhão, depois que um investimento na Stripe da CapitalG e da General Catalyst Partners avaliou a empresa em US$9,2 bilhões. 
Em setembro de 2019, foi anunciado que a Stripe havia levantado US$250 milhões adicionais em uma avaliação de US$35 bilhões.  Juntos, os irmãos detêm o controle acionário da Stripe e poderão manter o controle caso a empresa abra o capital. 